# Ivan Briscoe
Ivan Briscoe (Mánchester, 1970) periodista y dramaturgo británico.
Briscoe ha trabajado como periodista para numerosos medios, siendo corresponsal de prensa en Argentina y Francia.
De su obra dramática, cabe destacar "The Raven, a modern version", obra teatral en 5 actos basada en el poema homónimo de Edgar Allan Poe, concebida como parte integral de un show artístico multidisciplinario denominado también "The Raven" dirigido por el músico anglo-argentino Rob Dickinson y que incluía la interpretación de musicalizaciones de poemas de Edgar Allan Poe y sonetos de William Shakespeare, danza contemporánea, y la interpretación de la obra de Briscoe. Fue presentado en Buenos Aires en 1998, en 1999 en el Festival Internacional de Teatro en La Paz, Bolivia (FITAZ) y nuevamente en Buenos Aires en el año 2000. 
Actualmente reside en Oxford, Inglaterra
- Datos: Q5923263